# The Midnight Snack
The Midnight Snack (с англ. — «Полуночная трапеза») — вторая серия в легендарном цикле мультфильмов Уильяма Ханны и Джозефа Барберы «Том и Джерри», снятая в 1941 году и переизданная в 1948, 1957 годах. В этой серии Том и Джерри впервые носят свои настоящие имена.

## Сюжет
Джерри решает пополнить свои запасы из холодильника, неся их на себе, но в самый ответственный момент чуть не поскальзывается на сельдерее-мосте. Том появляется на экране и начинает незаметно нагружать Джерри посудой. Джерри постепенно теряет силы и в конце выходки Тома роняет весь груз. Том прищемляет хвост Джерри утюгом и начинает объедаться пищей из холодильника. Джерри пытается убежать, но Том его останавливает запахом сыра. Том чуть не съедает кусок, но запах сыра Тому отвратителен, и кот брезгливо швыряет сыр прочь, разбив стеклянный шкаф с посудой.
Мамочка-Два Тапочка слышит и спускается. Том засовывает Джерри в холодильник и прячется. Мамочка обнаруживает мышонка и с криком вскакивает на табуретку, комично перебирая слои нижнего белья, Мамочка зовёт Тома, который появляется и преследует Джерри. В разгар погони Мамочка убегает из комнаты, говоря, что «даме здесь не место». Том пытается поймать Джерри, но в итоге получает крышкой мусорного бака по морде. Джерри бежит от Тома на гладильную доску, где Том по нечаянности прищемляет свой хвост. Джерри этим пользуется и втыкает вилку в пятую точку Тома. Кот с оглушительным грохотом бьёт посуду и влетает в холодильник. Мамочка вновь входит в комнату, полагая, что Том поймал Джерри и избавился от него. Затем она открывает дверь холодильника, чтобы достать Тому миску сливок, но находит Тома в холодильнике, покрытого едой. Разъярённая Мамочка наказывает его и вышвыривает его из дома. Джерри с триумфом ест кусок сыра.

## Интересные факты
- Во время того, как Том нагружает сыр посудой, а Джерри прилагает огромные усилия по перетаскиванию этого тяжёлого сыра на себе, звучит вариация мелодии русской народной песни "Эй, ухнем", что, возможно, является отсылкой к нелёгкому труду бурлаков[3][4]